# León Febres-Cordero
León Esteban Febres-Cordero Ribadeneyra (Guayaquil, 9 maart 1931 - aldaar, 15 december 2008) was president van Ecuador van 1984 tot 1988. Hij was lid van de centrumrechtse politieke partij Partido Social Cristiano. Een voorname verdienste was zijn bijdrage aan het beëindigen van het terrorisme van ¡Alfaro Vive, Carajo!.
Zijn regering was een trouwe bondgenoot van de Amerikaanse president Ronald Reagan en voerde een conservatieve economische politiek. Alhoewel sommigen zijn economisch beleid prezen, werd hij bij de meeste Ecuadoranen impopulair. Een aantal van zijn ministers werd beschuldigd van corruptie. Febres-Cordero kreeg scherpe kritiek wegens de toename van de schendingen van de mensenrechten, met ook folteringen en moorden. De latere linkse president Rafael Correa zette een waarheidscommissie op om de schendingen van de mensenrechten te onderzoeken, vooral die tijdens de regering van Febres-Cordero.
Febres-Cordero had ook af te rekenen met een militaire rebellie van de luchtmacht die de vrijlating eiste van generaal Frank Vargas, die gearresteerd was omwille van een poging tot staatsgreep en die later amnestie kreeg van het Nationaal Congres. Febres-Cordero weigerde de resolutie te publiceren, waardoor deze geen kracht van wet kreeg. Pas nadat hij in januari 1987 ontvoerd en 11 uur gegijzeld was, tekende hij alsnog en liet Vargas vrij.
Later werd hij van 1992 tot 2000 burgemeester van Guayaquil. Febres Cordero werd er van beschuldigd een grote invloed gehad te hebben op de rechtbanken en openbare besturen van Ecuador.
León Febres-Cordero stierf eind 2008 op 77-jarige leeftijd aan longkanker en emfyseem.